# Imperi paleobabilònic
|  | No s'ha de confondre amb l'Imperi Neobabilònic o caldeu del I mil·lenni aC.. |

|  | Per a altres significats sobre Babilònia, vegeu «Babilònia (desambiguació)». |

Es coneix pel nom d'Imperi paleobabilònic i Primer Imperi Babilònic l'estat creat per Hammurabi (1792-1595 a.n.e. segons la cronologia mitjana; 1728-1531 a.n.e. segons la cronologia curta). Sota el seu comandament, Babilònia en poder d'una dinastia amorrita, va passar en poc més de trenta anys a controlar un territori més extens que l'Imperi d'Ur (Tercera Dinastia d'Ur), anterior poder hegemònic indiscutible de la regió. La I dinastia, l'amorrita, va acabar al segle xvi ae, a causa de la invasió de l'Imperi hitita. Poc després es va iniciar la dinastia cassita de Babilònia o període babilònic intermedi.
Per extensió, es denomina període paleobabilònic l'època que comprèn la I dinastia de Babilònia. Històricament correspon a la decadència de Sumer. Comença amb un nou auge de les ciutats estat meridionals després que Ur entrés en decadència, assetjat per les contínues invasions provinents de l'oest. A principi del període destaquen els regnes de Larsa i Isin, que van cedint terreny als estats del nord de Mesopotàmia (Babilònia i, en segon grau, Assíria).

## Història

### Decadència sumèria i invasions amorrites
Al voltant de l'any 1950 ae els pobles amorrites, de caràcter seminòmada i origen semític, van envair Sumer i van fundar dinasties en diverses ciutats seues. Poc després, els elamites es van fer amb Ur, que fins llavors havia estat la gran potència local. Aquests canvis polítics propiciaren l'anarquia a la regió, dividida en petits països, entre els quals sobresortí Mari, primer, i Babilònia, ciutat triada pels amorrites per centralitzar el poder, després. Els primers dies de Babilònia com a estat independent, però, queden supeditats a altres potències amorrites més inicialment fortes, sobretot Isin, Nippur i Larsa, que competiren entre si durant dos-cents cinquanta anys. Al final, amb les dinasties amorrites ja assentades, a Mesopotàmia emergeixen tres potències equilibrades: Alep, Assíria i Babilònia.
Les tribus amorrites eren un conjunt de pobles anomenats mar.tu en sumeri i amurru en accadi, paraules ambdues que signifiquen 'oest'. Probablement estaven emparentats amb els cananeus. En arribar a Mesopotàmia, van fer seues la llengua accàdia i l'escriptura cuneïforme, i s'aculturaren. Els arxius reials de Mari els descriuen com a pastors de cabres i ovelles que interrelacionen amb poblacions sedentàries. Eren nòmades, però els seus desplaçaments, limitats a les riberes i a altres llocs on trobar aigua i terres de cultiu, eren petits i anuals. Es desconeixen les raons que els van empènyer cap a les planes mesopotàmiques i la manera en què es van assentar i van fundar dinasties a les ciutats que van conquistar. Se sap, però, que, més que gràcies al seu poder bèl·lic, les seues conquestes van ser possibles a causa de la deterioració del poder polític i l'economia sumèries, que coincideix amb el tancament de les principals rutes comercials per la seva minsa protecció i la reculada cultural, tot això causat pel buit de poder que va succeir a la fi d'Ur III i que va possibilità innombrables rebel·lions que afebliren Sumèria. Sembla que els amorrites es van anar apoderant de les terres que quedaren abandonades per aquestes causes. Una vegada abandonades les terres desèrtiques d'on provenien, se sedenttaarearon molt aviat i van atacar uns altres amorrites encara nòmades.
Algunes tribus amorrites van ser els haneos, els benjaminites i els <i>suteos</i>. Aquests últims, bel·ligerants, van rondar la ciutat de Babilònia, sovint s'allistaren als seus exèrcits i als dels reis sirians, però solen ser nòmades. Al començament del II mil·lenni diverses tribus amorrites funden poderoses dinasties a Larsa, Isin i Uruk. El període és ple de friccions i regnes efímers. Gungunum (1932-1906 ae), sobirà de Larsa, va conquistar Ur, i esdevingué el nou poder hegemònic local, encara que lluny del que havia estat Ur III, i es proclamà rei de Sumer i Akkad. Larsa té sota el control dos grans ports del golf Pèrsic: Lagaix i Ur, amb què basa el seu poder en el comerç de metalls preciosos i coure. Gungunum va arribar fins i tot a conquistar Susa, encara que per poc de temps. En temps del seu fill Abisare la ciutat d'Isin cobra importància com a segon poder regional. Isin conquesta Ur i els seus sobirans obtenen així el títol de reis de Sumer i Akkad. Però el nou regne és efímer: fou destruït només tres mesos després pel fill d'Abisare, Sumuel (1894-1866 ae), que reconquistà Ur i es va fer amb les ciutats de Kazallu, Kish i Nippur. Al final del seu regnat una fam va provocar l'alçament de la població, que provocà la creació d'una nova dinastia, el primer rei de la qual reconstrueix Larsa i Eridu. El seu fill va derrotar i assolar les ciutats estat de Babilònia i Eixnunna, però per contra no va poder atallar les rebel·lions d'Uruk i Isin. L'any 1835 ae Larsa va ser conquistada per Kazallu, encara que només durant un any. Larsa viurà, amb Warad-Sense primer i Rim-Sin després, un nou període d'esplendor a la fi del segle xix aC. Babilònia, Isin i Uruk es van aliar en contra de Larsa. L'aliança entre aquestes ciutats va ser promoguda per Uruk amb emparentaments polítics durant el regnat de Sin-Hashid. La coalició no va tenir èxit i Rim-Sin va aconseguir afegir Uruk i Isin al seu domini. El domini de Larsa va acabar ací, doncs l'any 1763 ae Hammurabi va conquistar Larsa després d'una campanya brutal. D'altra banda, la vall del Diyala, en aquella època més urbanitzada que la Baixa Mesopotàmia, no va caure sota domini amorrita. Totes les seues ciutats eren vassalles d'una altra potència local, Eixnunna, a excepció de Tutub durant un curt espai de temps. Paral·lelament emergeix com a potència Mari, antigament governada per ensi, delegats d'Ur. Mari guanya poder a partir d'Iahdun-lim (1825-1810 ae), probablement un amorrita de la tribu dels haneos. Iahdu-lim restaura les defenses de Mari i de Terqa, ciutat vassalla, funda una nova població i construeix un gran sistema d'irrigació. Mari i Terqa, però, cauen aviat sota domini d'Assur, una altra potència local, encara que només fins que el fill d'Iahdu-lim, Zimri-lin, exiliat a Alep, pot recuperar el tron de Mari i la converteix en un gran nucli comercial, aliat de Babilònia, Alep i els petits regnes del Khabur. Mesopotàmia era, després de la caiguda d'Ur III i l'arribada al tron de Babilònia d'Hammurabi, un gresol de petites ciutats estat i de ciutats vassalles, entre les quals cap no destacà massa temps. En aquest context Hammurabi en canvià la configuració territorial, en conquistar un imperi molt més gran.

### Ciutat estat
Sobre els inicis de Babilònia com a ciutat estat poc es coneix. La ciutat, ocupada per una tribu amorrita, va ser administrada per un ensi des de la caiguda d'Ur III. L'any 1894 ae Babilònia és, per primera vegada en la seua història coneguda, independent durant el regnat de Sumuabum, de qui s'especula que va tenir per pare un home anomenat Dadbanaya. Poc coneixem de Sumuabum a part que va conquistar Kazallu; el va succeir Sumulael quatre anys després, que aparentment no n'era descendent. Sumulael va fundar la dinastia d'Hammurabi. Va ampliar considerablement els dominis de Babilònia: arribà a conquistar les ciutats de Kix i Marad. Malgrat això, Babilònia no podia competir encara amb Larsa. Els descendents de Sumulael, Sabium, Apil-Sin i Sin-Muballig, van iniciar una gran quantitat d'obres d'enginyeria i arquitectura. Sin-Muballig es va unir el 1810 ae a Uruk i Isin per poder véncer a Larsa, sense aconseguir-ho. El paper de Babilònia a Mesopotàmia, però, va canviar amb l'arribada al tron d'Hammurabi el 1762 ae. Amb ell Babilònia esdevingué un imperi que, si ben igual d'efímer que els anteriors, es recorda com a paradigma de la seua època.
A primeries del segle xix aC la ciutat de Sippar, situada a uns 70 km al sud de Babilònia, va ser conquistada per aquesta. Es creu que aquesta conquesta va poder haver succeït a la fi del regnat de Sumulael, perquè els textos datats al començament del seu regnat esmenten fins a tres governants d'una Sippar independent. Sumulael es casà amb una de les filles de Sin-kashid d'Uruk, i segellà una aliança amb aquesta ciutat.

### Imperi

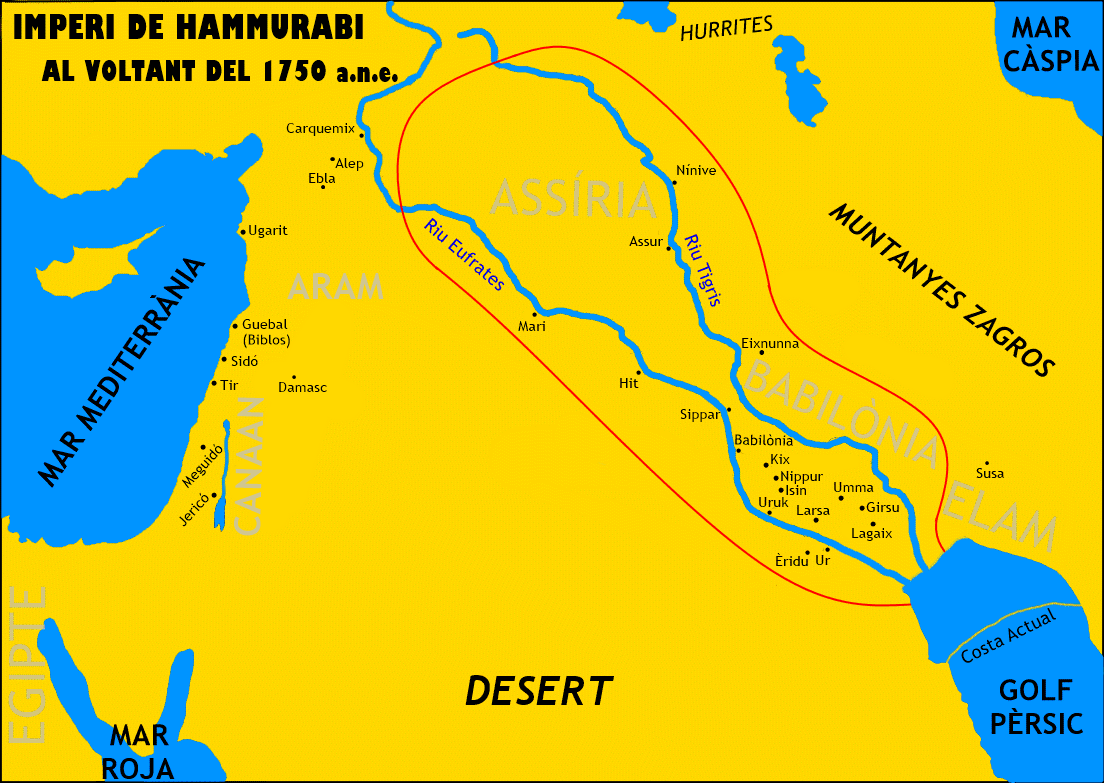
Màxima extensió de l'Imperi de Hammurabi

Hammurabi, que va governar a la fi del segle xviii ae i a principis del XVII ae, fou el sisé rei de la dinastia amorrita de Babilònia. Fou capaç de véncer els elamites al sud de Sumer i els assiris al nord, i unificà la major part de Mesopotàmia sota el seu comandament. Creà una sèrie de divisions administratives i va posar un governador al capdavant de cadascuna. Babilònia, però, no era un imperi fortament unit, com es va demostrar durant el regnat del seu fill Samsuiluna.
Al 1763 ae Hammurabi no sols assolí conquistar Larsa, sinó també Eixnunna, les dues grans potències properes a Babilònia.
Samsuiluna va haver de fer front a una sèrie de revoltes que eliminaren la independència de les regions del sud, la qual cosa comportà la pèrdua de la franja costanera del golf Pèrsic per a Babilònia. Aquestes revoltes començaren a Larsa, ciutat a la qual va accedir l'úsurpador Rim-Sin II. Aquest va aconseguir instigar les insurreccions d'Isin, Eixnunna, Ur i Uruk. Samsuiluna es va veure hi intervingué militarment i arribà a destruir Ur i Uruk. La feblesa que això suposà fou aprofitada per Elam, que va atacar el sud de l'imperi. Samsuiluna, incapaç d'actuar en tots els fronts, va perdre finalment el control d'Isin, que, dirigida pel rei Iluma-Ilum, va guanyar la costa. Segurament, Samsuiluna va haver de combatre també contra els cassites. Aquests apareixen en els textos des del segle xvii ae. Per aquesta època havien creat un regne a la regió d'Hana, al curs mitjà de l'Eufrates.
A la mort de Samsuiluna, l'imperi havia entrat en decandència. Perduts gran part dels territoris, es limitava a la porció central de Mesopotàmia. Les inscripcions donen a entendre que el poder militar de Babilònia anava minvant. Durant el regnat d'Abieshu (1711-1684 ae) l'imperi es va enfrontar repetidament als cassites. Abieshu tractà, sense resultat, de reconquistar el País del Mar, al sud; és a dir, les terres emancipades sota el govern d'Iluma-Ilum. Per a això, fins i tot va desviar les aigües del Tigris. Malgrat que va regnar durant vint-i-vuit anys, el seu regnat amb prou feines es recorda a excepció d'aquesta campanya i unes poques obres hidràuliques i estàtues. La pèrdua de poder de Babilònia es va accentuar espectacularment. Al nord Babilònia també va perdre terreny, a favor d'un nou regne a Khana.
La tònica va ser la mateixa en temps del seu successor, Ammiditana (1683-1646 ae), que va manar construir diverses fortificacions. El seu successor, Ammisaduqa (1646-1626 ae) aconseguí recuperar la plaça de Nippur. L'últim rei de la I dinastia fou Samsuditana, que va morir durant les guerres entre babilonis i hitites.

### El saqueig de Babilònia. La dinastia cassita
Al començament del segle xvi aC els hitites van fer una expedició a Babilònia. Van haver de baixar per l'Eufrates i van haver de passar per Terqa i Mari, centres del regne cassita de Khana que sens dubte va haver de donar el seu consentiment i sembla que es van afegir a l'expedició. Els hitites, dirigits per Mursilis I van saquejar Babilònia cap a l'any 1594 aC, però sembla que no va caure en mans dels cassites, que estaven en guerra permanent contra Babilònia, perquè els babilonis van cridar al rei de la Baixa Mesopotàmia (País de la Mar), que per un temps va assolir el domini de la ciutat, però al cap d'uns anys, en el regnat d'Agum II, els cassites van entrar a Babilònia que van convertir en la seva capital. Khana va passar a ser una simple dependència.

## Política i administració

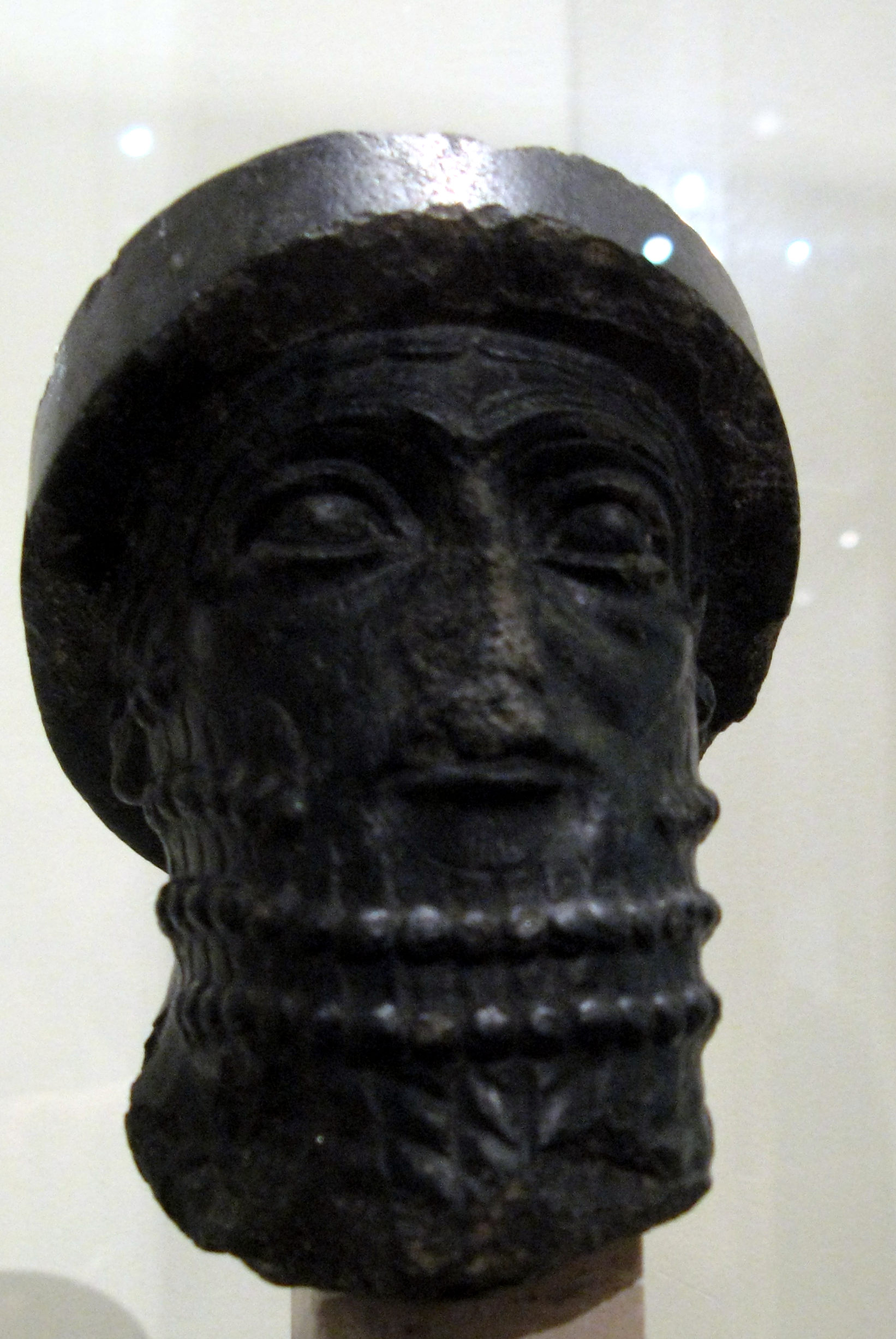
Bust d'Hammurabi, reformador d'algunes institucions de tradició sumèria, hàbil en diplomàcia i en la guerra, i creador del nou teixit administratiu imperial

El desenvolupament de la civilització mesopotàmica, des de les primeres ciutats sumèries, va lligar els palaus reials amb els temples. La procedència del poder era divina. Així, els governadors de les ciutats sumèries del III mil·lenni ae, els ensi i els lugal, governaven sobre extensions de terreny que pertanyien a déus locals. El mateix va succeir amb els primers imperis d'Assíria i Babilònia. Els déus, en aquest cas nacionals, eren els posseïdors de la terra. Els reis n'eren solament els delegats, encarregats tant del país com de complaure els déus, i de construir, restaurar i mantenir-ne els temples. Els sobirans es donaren el títol de reis de Sumer i Akad, que des de la III dinastia d'Ur portaven els reis que aconseguien dominar la major part de la Baixa Mesopotàmia. Així mateix, Hammurabi i altres reis deixaren constància de la seua ambició titulant-se rei de l'Univers i rei de les Quatre Parts del Món. El període paleobabilònic, però, arrenca amb una novetat: tot i que la procedència del poder reial continuava considerant-se divina, després d'Ur III els reis havien arrabassat les terres als temples, i feren així un nou model econòmic. Alguna cosa similar succeí amb la política i la justícia, els càrrecs de la qual se secularitzaren. La relació entre el poble i el govern va passar a ser directa, sense la intervenció dels sacerdots.
Totes les activitats administratives, que van créixer especialment a causa de la complexitat de les estratègies de guerra en un període en què les confrontacions i els contingents augmentaven, se centralitzaven al palau. Aquest es va desenvolupar arquitectònicament per albergar la nova complexitat burocràtica.
Quant a la política exterior, les aliances se segellaven mitjançant compromisos mutus de col·laboració i amistat que es tancaven intercanviant ambaixadors i regals. Era tan usual com la tàctica d'esperar la feblesa de l'estat amic per, una vegada desgastat, enviar un exèrcit a conquerir-lo.
L'organització del palau, del temple i de la província eren semblants. El rei ho controlava tot, i davant ell responien directament els prefectes i batlles. Encara que s'hi afegiren alguns càrrecs administratius en temps paleobabilònics, se'n perderen d'altres i alguns variaren d'importància, les elits administratives se semblaven prou a les neosumèries. El terme ensi, que en altre temps havia assenyalat els governants de les ciutats estat i els prínceps de les ciutats d'Ur III, es devaluà fins a designar feudataris del palau. Però va mantenir el seu valor inicial en altres estats de l'època. Hi havia també el càrrec de shassukkum, la missió del qual era registrar les terres i el fruit emmagatzemat en els graners per als treballadors del palau. Els alts càrrecs eren els d'arxiver (shaduba), prefecte (shapiru) i tresorer (shanda-bakkum), que també podien existir en algunes províncies. Al capdavant de cada província hi havia un governador (sha nakkum), encarregat de l'ordre, l'exèrcit i l'economia locals. Per sota d'aquest hi havia un prefecte del país o shapiru-matim i diversos caps de subdivisions provincials o bel pahatim. Al seu torn, responien davant aquests últims els caps de llogarets (suqaqu) i els caps de ciutats o batlles (rabianum). Completaven aquests els escribes, correus humans, forces de l'ordre, tresorers, espies, caps dels dipòsits de gra (kagurrum) i caps del cadastre (shassukkum). Tots aquests càrrecs estaven supervisats per un primer ministre o isaku. Així mateix, existia una mena de cancelleria que incloïa diverses oficines per fer arribar els correus entre el palau reial i els governs provincials.
A part d'aquesta estructura administrativa, enormement rígida, hi havia assemblees locals arrelades en la tradició. Aquestes no representaven el rei i estaven vigilades pels seus funcionaris. Se'ls permetia administrar els béns materials dels seus llocs d'origen, incloent l'arrendament de terres, pel qual rebien impostos.

## La societat paleobabilònica
Durant la segona meitat del II mil·lenni i la primera del I, Mesopotàmia esdevingué a poc a poc un món urbà on el nucli familiar, centrat en la ciutat, va adquirint una importància progressiva. Des del III mil·lenni moltes societats mesopotàmiques s'havien basat en el principi de llibertat individual, de manera que pogueren pesar sobre els ciutadans les càrregues econòmiques. El final del regnat d'Hammurabi marca un punt d'inflexió en aquesta tendència, i en endavant tots els reis babilonis confirmen al començament i ocasionalment a meitat del seu regnat una sèrie de regularitzacions, mitjançant la figura de l'edicte, de l'economia diària. D'aquesta manera les famílies poden tenir propietats, i no sols els reis o l'estat, la qual cosa anà creant durant el II mil·lenni una mena de classe mitjana. La comparació del concepte de propietat privada i l'aprofundiment en les diferències estructurals socials entre els mil·lennis III i II són difícils, ja que no tenim prou informació del III mil·lenni, especialment de regions alienes a la Baixa Mesopotàmia.

### La família
L'arribada dels amorrites a les ciutats mesopotàmiques enfronta dos models socials i econòmics. D'una banda el neosumeri, basat en el temple i el palau reial, que monopolitzen la gestió de les terres. D'altra banda l'amorrita, basat en una forta estructura familiar. Aquests dos models van interactuar en època paleobabilònica, de manera que es van crear grans grups familiars tancats que controlaren diverses àrees de l'economia, descentralitzant d'alguna manera el poder de l'adminsitració estatal.
A poc a poc s'hi va produint una pèrdua progressiva de solidaritat familiar concretada en la negació de l'herència. Aquesta realitat esdevé en els tòpics literaris de l'orfe i la vídua; és a dir, persones que han quedat al marge d'una estructura familiar i, per tant, del sistema de manteniment econòmic associat a aquesta. Al seu torn, la falta de recursos provoca la petició de préstecs que, en no poder pagar-se, obliga els deutors a vendre els seus serveis. Si això succeïa en una família deutora, el cap de família estava obligat, per aquest ordre, a pagar amb els seus béns immobles, la seua esposa i els fills, i amb ell mateix, fins a completar la suma del deute. En la majoria dels casos això significava la servitud per a tota la vida, a causa que aquest treball només cobria els interessos del deute. Els serfs continuaven sent lliures, i la protecció familiar era en certa manera substituïda per la figura del rei i les disposicions reials.

### Sistema hereditari
En l'imperi paleobabilònic també existia l'herència. Aquesta, en concepte de terres fèrtils, havia de ser repartida per igual entre els hereus homes. Les dones rebien en el seu lloc dots, que depenien de l'estatus social. Les d'alta nissaga podien tornar-se naditus, és a dir, eren enviades de menudes a un temple i se'ls lliurava un dot que incloïa béns immobles com cases i camps, i béns mobles, consistents normalment en diners. Les naditus podien disposar lliurement dels béns mobles, però no dels immobles. Percebien beneficis de l'ús de les terres i habitatges, però no podien vendre-les i, a la seua mort, passaven a propietat dels seus germans. Aquest sistema d'herència femenina va ser característic del període paleobabilònic, perquè es va crear després de la caiguda de la tercera dinastia d'Ur i no va perdurar després de la caiguda de l'Imperi babilònic. Les dones de baixa classe social es casaven i vivien dependents de tercers (kezertu).
La divisió de les propietats entre els hereus condicionà un procés de desintegració de les grans famílies existents fins llavors en petits nuclis. De la mateixa manera, va estendre la figura del testament, gairebé inexistent en el III mil·lenni ae.

### El rei i les elits
Els primers reis babilonis, igual que va succeir en altres ciutats estat amorrites, s'identificaven abans amb la seua ètnia que amb la seua ciutat, i els seus títols no els separaven massa de les seues elits. Això propicià que al llarg de la primera meitat del II mil·lenni els reis anassen delegant en les elits funcions administratives i, en lloc de disposar d'una elit de funcionaris que administraren les terres del regne, simplement cobrava impostos agrícoles. Aquest sistema contrastava profundament amb l'assiri i amb el posterior neobabilònic en el I mil·lenni ae.
La reialesa paleobabilònica diferia lleugerament de la sumèria. Amb la divisió territorial en petits regnes amorrites, es crearen dues zones diferenciades. Al nord, on els estats eren més petits, el rei va seguir recolzant-se en les victòries militars. Al sud van cobrar més importància valors i eines de tradició sumèria, a saber: elaboració d'himnes reials, inscripcions commemoratives, amnisties, codis de lleis, activitats edificatòries i processos de deïficació. La diferència més notable entre els reis del període paleobabilònic i els del renaixement sumeri és que, mentre que els segons volien transmetre una imatge de bona gestió, els primers actuaven com a guies de la població, especialment de les classes desfavorides. El rei, així, obté un paper paternalista que contrasta amb la desintegració progressiva de la solidaritat de les famílies i que potser té les arrels en la naturalesa gentilícia dels amorrites. Encara que les accions dels reis babilonis poguessen interpretar-se com a mandats divins, la seua legitimitat es basava en una dinastia més o menys heroica i llegendària. Això contrasta amb la concepció neosumèria anterior, que establia el mite que la reialesa havia baixat del cel en l'origen.

### Pastors i agricultors
Els vestits il·lustren molt gràficament la separació social i econòmica dels col·lectius de pastors i agricultors. Els agricultors posseïen robes més elaborades, de millors fibres, la qual cosa suggereix una producció pròpia millor. Els agricultors feien una regulació de l'arquitectura amb finalitats tèxtils. El vestit no era un assumpte banal. En el poema El descens d'Innana als inferns s'aprecia que el regal d'unes robes fines fa que la dea Inanna decidisca casar-se amb Enkimdu, un granger, en detriment de Dumuzi, el seu altre pretendent, que és pastor.

### L'exèrcit

Batalles decisives lliurades per Hammurabi

A Babilònia es donava a l'exèrcit una gran importància. Els amorrites, que posseïen societats tribals, estaven governats per caps que rebien el grau militar de rab amurrum (cap amorrita). Quan es barrejaren amb els sumeris les seues tradicions es mesclaren. Hi havia l'ilkum, una institució dedicada al reclutament de soldats que servien el rei i, com recompensa, rebien concensiones de terres. El seu ofici incloïa, a més de la guerra, el treball policial i el físic en obres d'enginyeria. Tot soldat reclutat era obligat a acudir a cada crida o era mort, segons recull el codi d'Hammurabi. L'ilkum garantia certs drets. Si un soldat era fet presoner i la terra que se li hi havia concendit se li havia donat a un altre, tenia dret, una vegada alliberat, a ser-ne el propietari novament. El seu rescat, a més, era a càrrec del temple o de l'estat. Així mateix, si un funcionari d'aquestes institucions intentava fer-se amb les terres d'un soldat, era castigat, fins i tot amb la mort.
La infanteria, subdividida en tropes lleugeres, i equipades, componia el gruix de l'exèrcit, complementat amb un nombre escàs de carros de dues rodes tirats per cavalls. Les tropes lleugeres s'utilitzaven en escaramusses i exploracions. Els tallers dels palaus subministraven el material bèl·lic a les tropes, que solien ser transportades en barques mitjançant l'extensa xarxa de rius i canals de Mesopotàmia. Les xarxes de subministrament utilitzaven carros tirats per animals. Algunes tropes es movien constantment i estaven encarregades de realitzar senyals de foc per alertar d'atacs enemics. Moltes tropes utilitzades no eren babilòniques, sinó de reis vassalls o aliats. El fet de recórrer a tropes alienes fou la tònica general dels regnes amorrites de l'època.
En el període cassita, Babilònia sembla haver adoptat la tradició hurrita del carro de guerra lleuger, la inclusió de la qual va modificar molt l'organització i l'armament de l'exèrcit.

## Economia
Al començament del període paleobabilònic l'economia es basava en les terres comunals. La legislació estatal imposava restriccions a la privatització de les terres. D'aquesta manera s'intentava mantenir un poder adquisitiu similar entre els grangers, que eren la base de l'economia. Però la fragmentació de les terres va acabar per arruïnar el sistema. Hui distingim que, en origen, hi havia dos nivells econòmics: els treballs públics i l'economia dirigida des dels palaus, que suportava la càrrega de les obres públiques i, per tant, el creixement de la reialesa. Els treballadors implicats en les obres públiques eren pagats amb plata i els membres de l'exèrcit o del palau rebien terres.

### Manufacturació tèxtil
Entre els principals conreus mesopotàmics figurava el lli, recurs apreciadíssim juntament amb les llanes de cabra i ovella per la seua importància en la manufacturació tèxtil, un dels pilars de l'economia mesopotàmica i babilònica.

### Sistema de préstecs
La legislació sobre l'herència en l'antiga Babilònia obligava que cada hereu rebés una part igual a la resta. En el cas de les terres de cultiu, això va provocar que fossen gradualment fraccionant-se. Quan els propietaris ja no tenien terra suficient per sobreviure tot l'any, es van veure obligats a demanar préstecs a propietaris més rics o a organitzacions, en forma de gra o de plata. En el cas de la plata, els prestadors cobraven un interés proper al 20%, mentre que si el préstec era d'ordi, l'interés arribava al 33%, a pagar a la recollida de la collita. En cas que els deutors no poguessen pagar, venien les terres. Si això no bastava venien les seues hisendes i, si així i tot no aconseguien cobrir el deute, es venien a si mateixos. Si la terra o la hisenda venudes sobraven per pagar el deute, llavors el deutor rebia la quantitat restant. En el cas que el deutor s'esclavitzés, podia reclamar les seues terres una vegada pagat el deute amb els seus serveis, encara que això no sempre succeïa. En conseqüència, la major part de les terres va acabar caient en mans d'unes poques famílies, que fins i tot quan no rebien les terres d'uns altres podien acumular diners de les terres dels seus deutors mentre les posseïen. Aquestes famílies, aprofitant-se de la seua situació com a creditors, pogueren concentrar les terres malgrat la disposició igualitària de les lleis, concepte essencial de l'economia paleobabilònica que, en trencar-se, va enfonsar el sistema econòmic.

## Llengua i literatura

### Idiomes
El babiloni o babilònic antic era una variant del accadi i, per tant, una llengua semítica. Utilitzava l'escriptura cuneïforme, d'invenció sumèria. Durant aquest període el sumeri va subsistir com a llengua culta utilitzada pels sacerdots. Hi havia a més tot un seguit de llengües perifèriques. L'accadi, del qual sorgí el babiloni, fou l'idioma dominant en els textos de la Baixa Mesopotàmia del segle xviii ae.
Les inscripcions entre els anys 2030 i 1595 ae són abundants. S'hi van utilitzar com a suports habituals tauletes, maons de tova, gots ceràmics, esteles, murs de pedra esculturals, brancals, segells i gemmes. La majoria de les inscripcions anomenaven un rei i estaven escrites en sumeri o accadi. En l'Imperi babiloni aquesta riquesa d'inscripcions es produeix a partir d'Hammurabi. Abans d'ell les escriptures es redueixen gairebé sols als segells.

### Segells

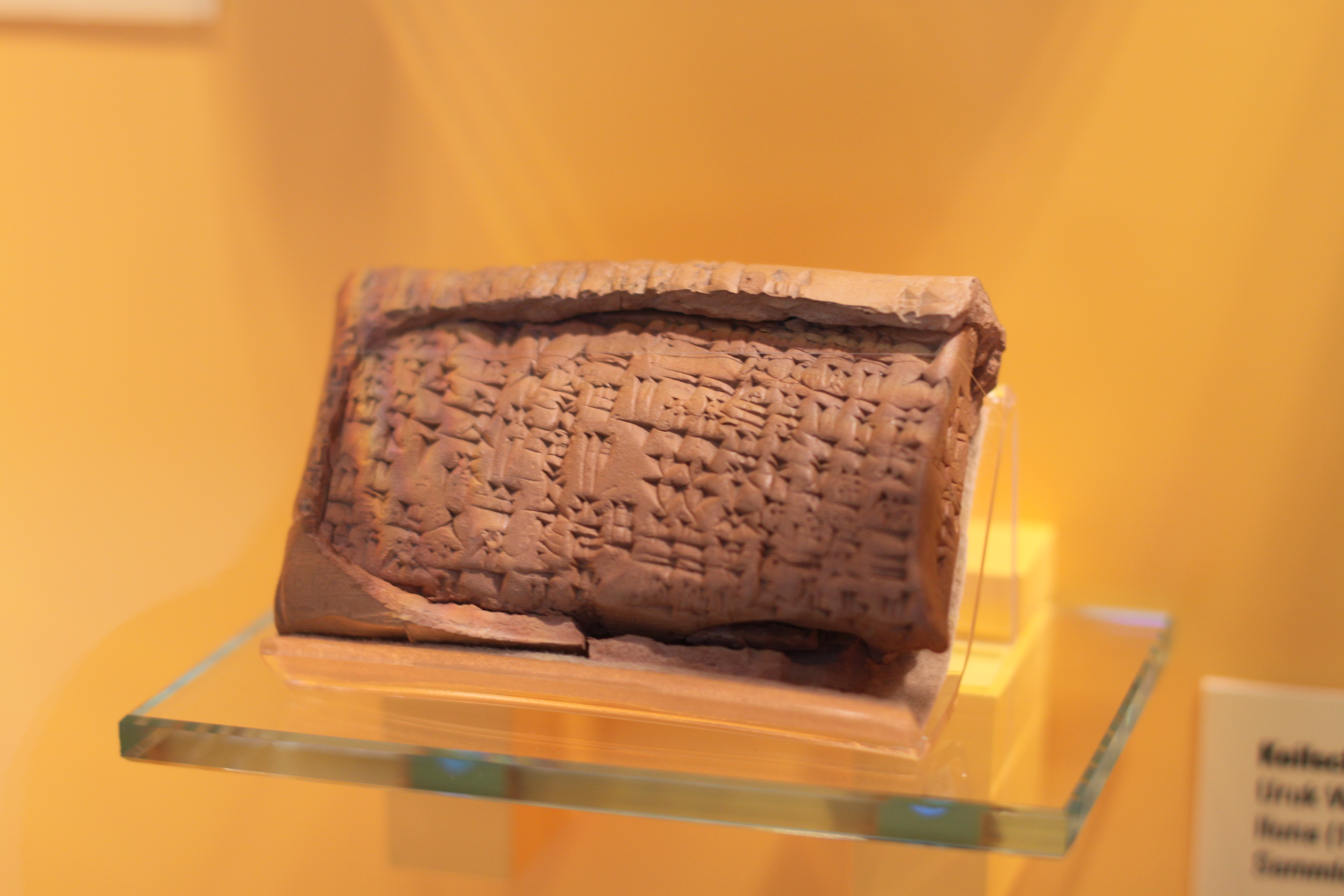
Segell cilíndric trobat a Uruk, probablement en època de Samsuiluna

Els amorrites van heretar el sistema de ratificació de documents oficials basat en segells cilíndrics, propi dels sumeris. Aquest sistema, durant el renaixement sumeri, va ser una eina restringida a les elits d'unes administracions enormement centralitzades. La creació dels nombrosos regnes amorrites, però, propicià l'extensió del sistema: feu dels segells instruments d'una literatura incipient; fins llavors, l'escriptura havia servit només a les elits. L'extensiu ús dels segells queda demostrat per l'arqueologia, que ha trobat més segells cilíndrics durant els quatre segles que duraren els regnes de Babilònia, Isin i Larsa, que en qualsevol altre període on aquests es van utilitzar. Aquests artefactes, nascuts sobre l'any 3400 ae, van funcionar com a marcadors de propietats i documents durant prop de 3.000 anys. Fets en pedra tallada, tenien obertures verticals per a poder inserir-los en perns i cordes. La pedra podia ser de molts minerals diferents, i les dimensions habituals n'oscil·laven entre els 2,5 i els 3 centímetres de llarg, amb diàmetres que rondaven la meitat de la seua longitud. De vegades portaven una inscripció iconogràfica al revers, que sobre l'argila deixava un relleu en positiu. En el primer mil·lenni ae, passat ja el període paleobabilònic, el seu ús va canviar: esdevingueren peces de joieria i amulets.

### Els codis legals

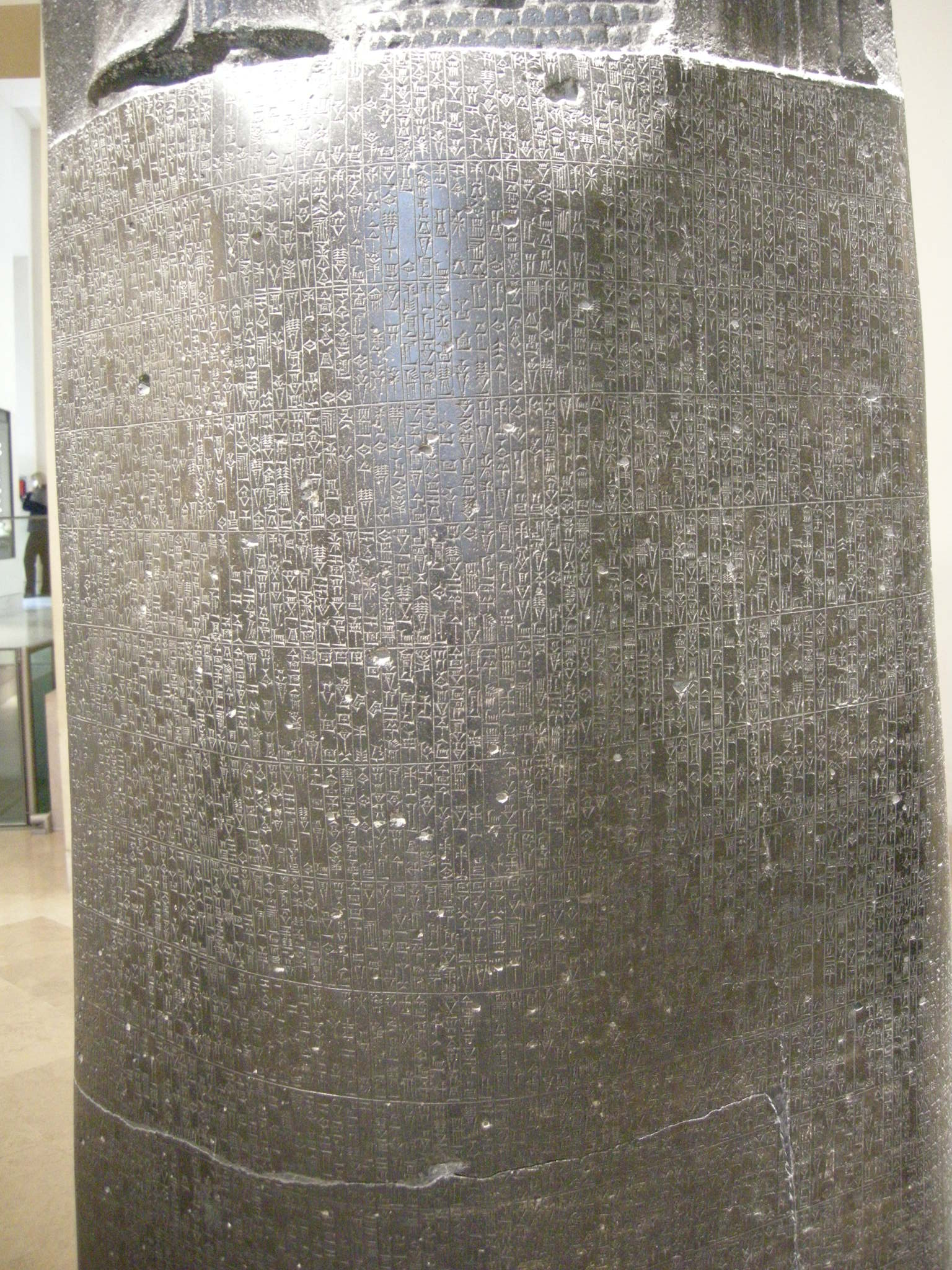
El codi d'Hammurabi

A la fi del tercer mil·lenni ae aparegueren a Mesopotàmia els còdexs, que estipulaven càstigs per determinades ofenses i crims. El codi d'Hammurabi va marcar un abans i un després en l'aplicació de lleis. El rei recopilà un conjunt de lleis en el codi i les va gravar en pedra com a mostra d'immutabilitat i del seu origen diví. Alhora, en fer-ho, va arrabassar el poder judicial als sacerdots. Aquest, però, no va ser l'únic codi legal. Del període paleobabilònic, encara que no es van aplicar en l'Imperi babilònic, són també el codi de Lipit-Ishtar, vigent a Isin, i les Lleis d'Eixnunna, vigents a l'estat homònim.

### Literatura
Des dels temps d'Hammurabi fins a la decadència del seu imperi, Babilònia va mantenir la capitalitat cultural i científica de Mesopotàmia. Representa, doncs, els paràmetres considerats clàssics en la literatura i les ciències de la regió. Es coneixen compedis literaris ja del segle xviii ae que tenien per finalitat l'ensenyament. Bona part de la literatura mesopotàmica, des de l'època sumèria fins a la persa, incloent-hi la paleobabilònica, se centrà en textos destinats a descriure els reis per a la posteritat, amb un gran nombre de textos commemoratius de construccions i batalles ordenats pels reis, tant en tauletes i esteles d'argila com en làpides i esteles de pedra, parets rocoses i pedres precioses. Destaca també la literatura científica, especialitzada en endevinació i matemàtiques, així com la religiosa. Entre els poemes destaca Ludlul bêl nêmeqi (Lloaré al senyor de la saviesa, en al·lusió a Marduk), un poema d'uns 400 o 500 versos (se n'ha perdut una part) compost cap al 1700 ae. La seua importància rau en el fet que les seues preguntes existencials i dubtes sobre el desig de bé de la divinitat envers els seus fidels es consideren precursors del profeta bíblic Job.
Versions de Guilgameix
D'època paleobabilònica, destaquen les composicions que tenen per eix central l'epopeia de Guilgameix, encara que es coneixen poemes anteriors. Compostes d'ençà el segle XXI ae, les obres sobre Guilgameix són una constant en la literatura mesopotàmica. Però l'obra sobre Guilgameix considerada hui clàssica es va escriure en la Babilònia dels cassites, una època en què Assíria dominava políticament Mesopotàmia i la població culta de Babilònia tenia una actitud escèptica i crítica respecte als cànons religiosos, polítics i morals de la seua pròpia cultura. Al principi i durant l'apogeu de l'Imperi paleobabilònic, cap al segle xviii ae, les històries sobre Guilgameix no constitueixen un cicle coherent. Són sèries de petits relats escrits en accadi i agrupats en sèries o solts. En destaca la sèrie Shutur eli sharri (Un gegant entre els reis). Entre els segles XV i XII ae, durant la dinastia cassita, es compongueren molts textos: es van escriure, però, més en la perifèria de Mesopotàmia que a les ciutats sota control babiloni. El text considerat clàssic de l'epopeia és babiloni, datat d'entre els segles XIII i XII ae, i es creu compost per algú anomenat Sîn-lequi-unnini, que titulà les onze tauletes Sha nagba imuru (El qui va veure allò més pregon).
Literatura històrica i pseudohistòrica
En època paleobabilònica es crearen dos corrents històrics enfrontats. Un d'aquests registrava els fets més o menys fidelment, valent-se de les inscripcions i llistes reials, i de la recopilació i còpia de cartes reials per reconstruir la història regional. Apareix també la creació de falses inscripcions, concebudes a imitació de les antigues, i els poemes històrics, gènere literari que falseja la història d'Accad, regió intermèdia entre la Baixa i l'Alta Mesopotàmia. Aquests poemes van formar dos grans grups. Uns tenien com a protagonistes deïtats menors que es presenten davant una deïtat major o un rei deïficat, mentre que els altres són una mena de cartes dirigides a un déu, que relaten injustícies i hi demanen la seua actuació.
El període cassita
La literatura de la dinastia cassita es va caracteritzar per la recopilació anterior (sumèria i babilònica) en grans diccionaris o sil·labaris bilingües i trilingües. Mitjançant la reagrupació de textos, es conservaren observacions científiques, medicinals i astronòmiques. També molts mites, llegendes i relats èpics, i un tipus de textos religiosos i filosòfics com llistes de dies fausts i infausts, encantaments i oracions. Alguns dels textos mítics es modifiquen en aquesta època, i uns altres, com la llegenda d'Adapa, s'elaboren llavors. Tota aquesta profusió literària es va escriure en una llengua que volia ser arcaitzant, i que actualment coneixem com a babiloni estàndard: és un dialecte ben diferenciat del babiloni mitjà, utilitzat en textos cassites que no tractaven del llegat cultural. Una altra característica del període és que les grans obres literàries, a més d'arxivar-se en temples i palaus, s'internacionalitzen per Anatòlia, Egipte, Assíria i altres regions, en un grau major que abans dels cassites. Finalment, cap a la fi del període cassita el sumeri es bandeja com a llengua culta en la cort i les inscripcions reials, i es reemplaça pel babiloni.

## Les ciències

### Matemàtiques
Babilònia va destacar molt en matemàtiques, en concret en àlgebra. L'existència del sistema sexagesimal està testificada a Babilònia d'ençà el segle xix aC, és a dir, a l'inici de la dinastia amorrita. Després, durant l'Imperi neobabilònic, les matemàtiques es van aplicar a l'astronomia, i pot parlar-se d'una paritat en coneixement matemàtic entre babilonis i egipcis. Els babilonis coneixien les equacions de primer i segon grau ja en temps paleobabilònics. Coneixien també algunes figures geomètriques ideals, com els cercles, els segments circulars i els cons truncats, així com el càlcul de les àrees de diverses geometries. Per representar les seues operacions, van utilitzar l'escriptura cuneïforme. Tant la representació dels numerals, com la manera de pensar els conceptes matemàtics difereixen prou de la concepció actual occidental.
La notació algebraica dels babilonis va ser inventada abans del període Ur III. Alguns autors han intentat demostrar que els principals avanços trobats en les matemàtiques babilònies provenen en uns casos del III mil·lenni, i uns altres es basen en les matemàtiques sumèries i accàdies d'aquella època.

### Endevinació
L'endevinació, de la qual l'astrologia era una part, es considerava la ciència més important en època paleobabilònica. Es desconeix si existia ja en època sumèria. Al contrari que altres gèneres literaris, els textos d'endevinació trobats estan escrits en accadi, i no en sumeri i accadi.
Astrologia
En l'antiga Mesopotàmia l'astrologia i astronomia eren branques del saber unides. Durant el període paleobabilònic la predicció estava lligada als eclipsis lunars. S'hi ha trobat informació en algunes tauletes de l'època. També influïen en les prediccions la part del disc lunar afectada per l'eclipsi, el moment de la nit en què es produís, la direcció de l'ombra que cobria la lluna, la durada de l'eclipsi i la celístia. Així mateix van existir prediccions profètiques basades en els eclipsis solars. Se sap molt poc sobre la influència que aquest tipus de prediccions tenia en la societat babilònica. La major part de les prediccions coetànies es realitzaven escrutant les entranyes d'animals sacrificats. En conjunt, s'han trobat molt pocs textos astrològics a Babilònia i Assíria; però sí bastants en regions perifèriques. Algunes tauletes babilòniques han estat classificades com a parts o predecessores del cicle Enuma Anu Enlil (Quan Anu i Enlil), una sèrie d'obres elaborades al començament del I mil·lenni ae que relacionen les profecies amb la mitologia sumèria.

## Arquitectura i enginyeria

### Urbanisme
A la fi del II mil·lenni ae moltes ciutats mesopotàmiques eren ja antigues. La majoria s'havien fundat sobre pujols, però moltes de les planejades en aquest mil·lenni es van assentar en terres baixes. Totes estaven dedicades a una deïtat. El món urbà tenia molta importància, fins al punt que els textos babilonis lliguen les persones amb les seues ciutats, i és més important la seua procedència que el cognom. Fins i tot, part dels noms es formaven amb el del déu local.
L'època paleobabilònica segueix els models geomètrics basats en l'ortogonalitat desenvolupada també a Sumèria i Egipte. Es creu que a les ciutats de nova planta creades en l'època, projectades com a llocs fronterers i defensius dels regnes, utilitzaven mesures ortogonals com a representació de l'estat. A Babilònia l'exemple paradigmàtic n'és la ciutat d'Haradum, fundada al segle xix aC. Abans d'Hammurabi, la frontera de Babilònia era en el curs mitjà de l'Eufrates amb les terres de Mari. La ciutat, una petita població fundada sobre un quadrat gairebé perfecte de 120 metres de costat, era emmurallada i amb torrasses cantoneres. Hi havia una única porta d'entrada flanquejada per dues torres. A dins, la trama era una malla ortogonal en què destacava una avinguda que dividia en dues meitats la població partint de la porta i acabant en la muralla oposada. Un eixample d'aquest carrer, al centre de la ciutat, creava una plaça quadrada que donava accés al temple i a un edifici principal, probablement habitat per un governador o delegat estatal, i que contenia un arxiu. La rigidesa de l'urbanisme demostra la seua concepció estatal i, alhora, la seua flexibilitat i decandència després de la conquesta de Mari al segle xviii ae expliquen el seu oblit per part dels reis. La ciutat es va despoblar a la fi d'aquest segle. Altres ciutats contemporànies situades en altres punts de Mesopotàmia, com Shaddupum, presenten característiques semblants, mentre que altres de coetànies, com Harmal, no són tan regulars. A més dels carrers, era normal que les ciutats foren travessades per canals i cursos d'aigua que, igual que els carrers principals, les dividien en districtes.
En època paleobabilònica es va donar un fenomen urbanístic singular, la creació de colònies militars. Aquestes ja es coneixien des dels temps de l'Imperi accadi, però és en aquest moment quan es van tornen habituals. Tenen l'origen en la necessitat de recompensar els exèrcits mercenaris, cada vegada més grans a causa de l'augment de bel·licositat a Mesopotàmia. Per a això els reis expropiaven les terres dels temples de les ciutats conquistades i les repartien entre els seus soldats.

### Arquitectura
Les ciutats babilòniques coincideixen en el fort emmurallament i la posició central dels edificis religiosos i els grans palaus. Aquests es disposaven a l'entorn del ziggurat, si n'hi havia. Sembla que Hammurabi va manar dissenyar alguns ziggurats, com el de Larsa. Aquest en concret, restaurat durant el període cassita, es va emmurallar, amb una successió de patis o recintes fortificats concèntrics. Els grans temples estaven envoltats de petites habitacions que servien d'oficines. És singularment difícil estudiar els palaus de l'època perquè la destrossa de les ruïnes de Babilònia durant la Segona Guerra del Golf fa que siga pràcticament impossible esbrinar com va ser el palau d'Hammurabi. Un altre exemple n'és el recinte palatí de Nur-Adad a Larsa, un gran edifici rectangular construït mig segle abans del regnat d'Hammurabi, hui seriosament danyat per l'espoli. Un exemple típic de palau babilònic pot ser el de Mari, construït a mitjan tercer mil·lenni però restaurat al començament del segon, i destruït per Hammurabi quan va prendre la ciutat. El palau de Mari fou un complex diplomàtic, cultural i econòmic, tota una ciutadella en què quedava supeditat l'estat. L'entrada, situada al nord, dona accés a un gran pati d'armes després del pas per una sèrie de petites dependències auxiliars. Al pati hi havia un pou. Al costat oposat a l'entrada degué haver-hi una sala de recepció amb un petit altar. Amb vista sobre tota la zona va existir una cort secundària. Al nord-oest se situava la Gran cort de la Palmera, la lògia, sala del tron i sala d'audiències de la qual, pintades amb frescos, formaven el cor del complex. El tron estava elevat sobre una plataforma. La banda sud-est del complex palatí era religiosa, l'ocupaven els sacerdots del rei i contenia diversos altars. Una altra cambra, administrativa, l'habitaven els escribes. Els reis ordenaven la construcció dels palaus i en col·locaven la primera pedra, la qual cosa simbòlicament santificava el lloc i ells se'n convertien en els constructors. La seua labor constructiva es grava llavors als maons del mateix palau.
Els habitatges ocupaven gairebé tot l'espai intramurs. Fins hui, però, només s'han excavat dues grans àrees residencials de l'època paleobabilònica: Ur i Nippur. Els barris residencials tenien carrers més petits per a grups d'habitatges molt atapeïts. Les cases, fetes de tova igual que la pràctica totalitat de l'arquitectura babilònica, es pintaven de blanc de cara al carrer, amb què connectaven mitjançant portes estretes. Cada habitatge contenia un petit altar, i l'entrada moltes vegades n'estava flanquejada per relleus vidriats que representaven deïtats menors. A Ur, es dedueix que hi hagué uns pocs edificis comercials barrejats amb els habitatges; es caracteritzen per les finestres que donen al carrer, mentre que les cases solen contenir patis interiors, normalment un i de vegades dos, que a més de proveir de llum i ventilació eren espais de treball. La diferència d'amplitud de les cases en ambdues ciutats és gran (en el cas d'Ur, entre els 9,68 i els 19,25 m2); la seua proximitat en diferents agrupacions o veïnats, però, ha fet suposar que rics i pobres estaven emparentats. Una altra hipòtesi al·ludeix a una proximitat dels professionals d'un mateix ofici, i una tercera, basant-se que els habitatges més grans contenien grans capelles, explica que aquestes cases podrien pertànyer a sacerdots.

### Canals
Hi ha textos paleobabilònics que contenen comptes matemàtics relacionats amb la construcció de canals.

## Altres arts

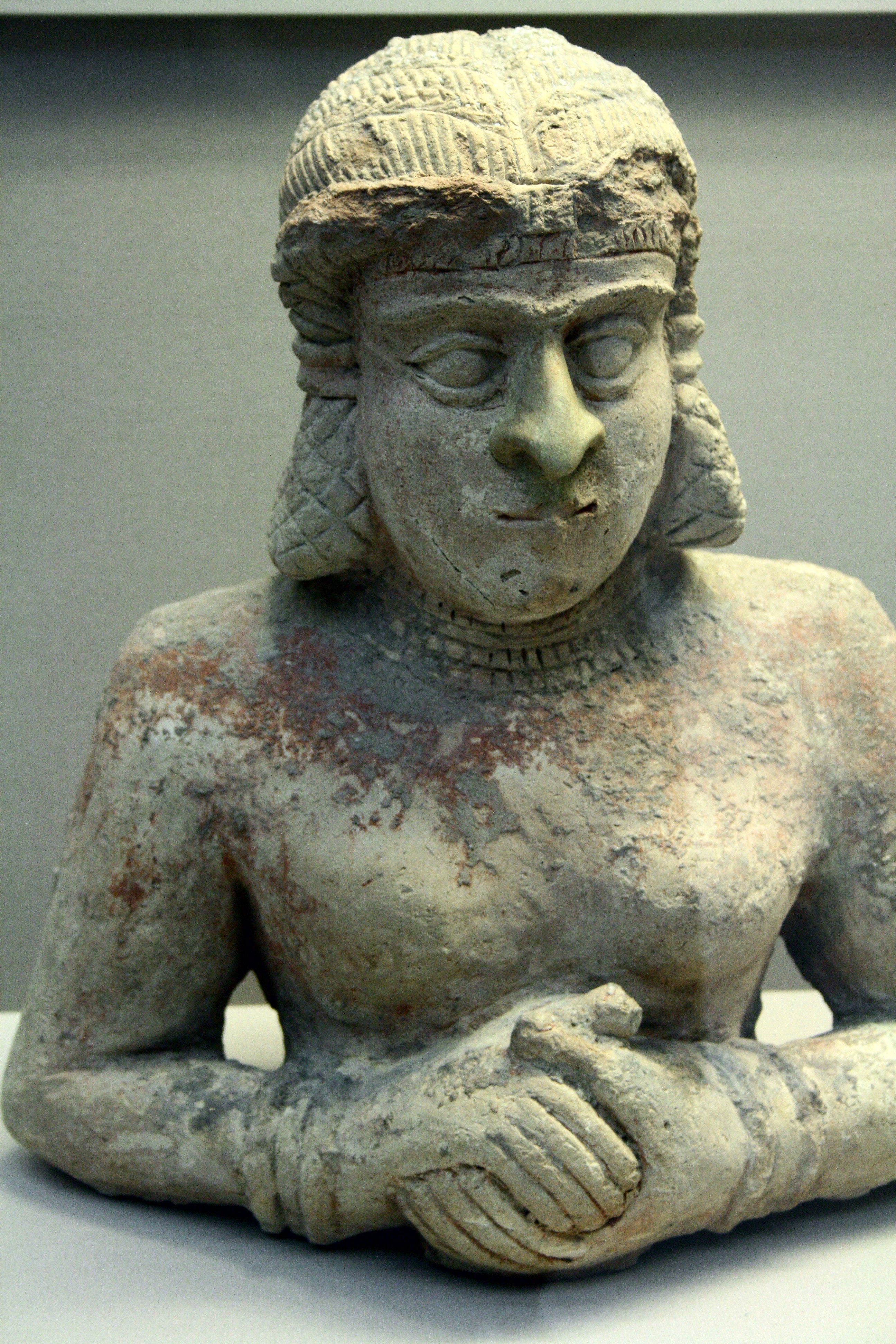
Terracota del període paleobabilònic, Museu Britànic

A més de l'arquitectura i la literatura, a Babilònia es crearen arts plàstiques i musicals. Quant a l'escultura, els artistes babilònics es diferencien d'altres contemporanis, com els egipcis, per la petita escala de les seues obres. Probablement es devia a l'escassetat de la pedra a Mesopotàmia, que impedia la confecció de grans relleus murals. Els babilonis, però, van poder pintar sobre els murs de tova, que es popularitzaren al segle xviii ae (es coneix la tècnica d'èpoques prehistòriques, abandonada fins llavors). L'escultura d'aquest període conservada a Babilònia és molt escassa. Els reis de la I dinastia de Babilònia van ser mecenes artístics; malgrat que en algunes peces del període s'observa elegància i gràcia, no es va produir cap avanç significatiu en la història de l'escultura.

## Religió
A Babilònia i, en general, a Mesopotàmia, la religió, politeista, era present en tots els àmbits de la vida i l'estat. Cada ciutat s'associava a una deïtat, de la qual els habitants prenien el nom. El temple del déu, una successió de recintes emmurallats les edificacions dels quals complien funcions administratives a més de religioses, ocupava un lloc central de la ciutat. La societat babilònica es considerava en certa manera un reflex de la dels seus déus. Així, la riquesa de les robes i adorns de cada divisió social es corresponia amb les dels seus déus, els dissenys dels quals variaven segons els valors que representaven.
Pel que sembla, els babilonis del II mil·lenni ae van adoptar la religió sumèria sense amb prou feines variacions. Aquesta va ser la tònica en tota Mesopotàmia, encara que accadis, assiris i amorrites, van introduir noves deïtats, els seus mites es fongueren amb les històries i estructures sumèries. A part de donar més o menys importància a determinades deïtats, els pobles amorrites no introduïren grans canvis en la religió. Es van limitar a poc més que a estendre el culte a Adad o Amurru, la deïtat de l'oest, d'on procedien. El canvi més significatiu potser es va produir a la ciutat de Babilònia, el déu de la qual va passar a ser Marduk, versió nacionalitzada d'Amurru. Així i tot, el patronat de Marduk es data amb la dinastia amorrita, i no es presenta amb poders usurpats a altres deïtats fins a l'època cassita. Abans d'això es tractava de deïtats menors. D'altra banda, els cassites van introduir el culte a diversos déus indoaris, però d'una manera molt restringida i efímera.
El desenvolupament de la religió va quedar lligat al de l'escriptura, vehicle per a la seua difusió i ensenyament. Així, el nucli dur de la religió prové dels sumeris, però els babilonis evolucionen en les formes literàries de transmissió. Això va provocar un canvi en la concepció babilònica dels mites i ritus, que es van dinamitzar i es presentaven com a lluites violentes dels déus contra el caos, representat per un drac femella. En aquest sentit, la figura de Dumuzi deixa d'importar després d'Hammurabi, i la d'Ishtar es violenta.